# 무슬림

전 세계 무슬림의 비율

무슬림(아랍어: مسلم Muslim)은 이슬람의 제4 분사형으로 '복종의 행위를 취하는 사람'을 말한다. 즉 이슬람을 믿는 사람, 이슬람교도를 뜻한다. 무슬리마(아랍어: مسلمة Muslimah)라는 여성형 표현도 있으나, 보통 총칭할 때는 '무슬림'이라고 한다. 한국어의 외래어 표기법에서는 영어식 표기인 모슬렘(moslem)이 표준어로 등재되어 있으나 모슬렘이라는 표기는 이슬람교도를 비하하는 의미가 있다는 지적이 있어 현재는 아랍어 원발음에 가까운 무슬림이라는 표기가 한국어권에서도 더 많이 통용되고 있다. 이슬람교를 믿는 사람이라는 무슬림이라는 단어와 하나의 종교인 이슬람이라는 단어를 구분해야 한다.

## 무슬림의 의무
- 무슬림은 유일한 알라를 믿고, 그 말에 따르는 사람들을 말한다. 창조주 알라 이외에 그 어떤 존재도(모세, 예수, 무함마드, 성인, 학자, 성직자, ...) 숭배하지 않는다.
- 무슬림은 꾸란을 믿는다.
- 메카 성지 순례, 라마단 참석
- 자선을 베풀 의무(물론 도움을 받는 사람이 부끄럽지 않도록 주의해야 한다.)
- 술, 돼지고기 등 이슬람에서 금하는 음식(하람)을 멀리할 의무
- 남성이 여성과, 여성이 남성과 자리를 같이하지 않을 의무
- 알라가 금지한 모든 것은 무슬림들에게 금지된 것이며 하람이라고 하고, 허용된 것은 할랄이라고 한다.
- 하루에 5번씩 기도한다.
- 이슬람력 11월에 알라에게 제물을 바친다. 이때 소, 양, 염소 등이 할랄의식에 따라 제물로 바쳐지고, 1/3은 가족, 1/3은 어려운 사람, 1/3은 이웃에게 나누어 준다.

## 무슬림 목록
- 제인 말리크
- 리마 파키
- 오마르 트루시에
- 파이살 사비에르
- 로라 (모델)
- 말랄라 유사프자이
- 콰리즈미
- 오마르 하이얌
- 마이크 타이슨

## 같이 보기
- 이슬람 세계